# Torrazza Coste
Torrazza Coste (lombardul: La Turassa) település Olaszországban, Lombardia régióban, Pavia megyében. Lakosainak száma 1560 fő (2023. január 1.). Torrazza Coste Codevilla, Retorbido, Rocca Susella, Borgo Priolo és Montebello della Battaglia községekkel határos.

## Népesség
A település lakossága az elmúlt években az alábbi módon változott:
| Lakosok száma | 1674 | 1646 | 1560 |
|               | 2017 | 2018 | 2023 |